# Armand Ossey
Armand Ossey (Libreville, 19 ottobre 1978) è un ex calciatore gabonese, di ruolo attaccante.